# Estación de Visé
La estación de Visé es una estación de tren belga situada en Visé, en la provincia de Lieja, región Valona.
Pertenece a la línea  de S-Trein Lieja.

## Situación ferroviaria
La estación se encuentra en la línea 40 (Lieja-Visé).

## Intermodalidad
| Línea | Procedencia        | Parada         | Destino                 |
| ----- | ------------------ | -------------- | ----------------------- |
| 50    | VISÉ Trois-Rois    | VISÉ Gare SNCB | HERSTAL Place Licourt   |
| 78    | LIÈGE Gare Léopold | VISÉ Gare SNCB | MAASTRICHT Station      |
| 240   | LIÈGE Guillemins   | VISÉ Gare SNCB | VISÉ Place des Déportés |